# Giovanni Serafini
Giovanni Serafini (Magliano Sabina, 15 ottobre 1786 – Roma, 1º febbraio 1855) è stato un cardinale italiano.

## Biografia
Nacque a Magliano Sabina il 15 ottobre 1786.
Papa Gregorio XVI lo elevò al rango di cardinale nel concistoro del 27 gennaio 1843.
Morì il 1º febbraio 1855 all'età di 68 anni.
Era zio del cardinale Luigi Serafini.